# Secretari d'Interior dels Estats Units
El secretari d'Interior dels Estats Units és el cap del Departament d'Interior dels Estats Units. Aquest departament s'encarrega de gestionar i conservar la major part de les terres i els recursos naturals de propietat federal, així com de supervisar agències com ara l'Oficina d'Administració de Terres, el Servei Geològic dels Estats Units i el Servei de Parcs Nacionals. El secretari també forma part de la junta de la Fundació de Parcs Nacionals i en nomena els membres particulars. Així mateix, forma part del gabinet dels Estats Units. No s'ha de confondre el Departament d'Interior dels Estats Units amb els ministeris d'Interior de molts altres estats, les funcions dels quals corresponen en gran part al Departament de Seguretat Nacional dels Estats Units i, en menor mesura, al Departament de Justícia dels Estats Units.
Com que les polítiques i activitats del Departament d'Interior i moltes de les seves agències tenen un impacte considerable sobre l'oest dels Estats Units, el secretari d'Interior sol venir d'un estat occidental. Des del 1949, només hi ha hagut tres titulars del càrrec que no venien d'un estat situat a l'oest del riu Mississipi. L'actual secretari d'Interior és David Bernhardt des d'abril del 2019, tot i que ja havia ocupat el càrrec interinament en els mesos anteriors.